# Antiope (Amazone)

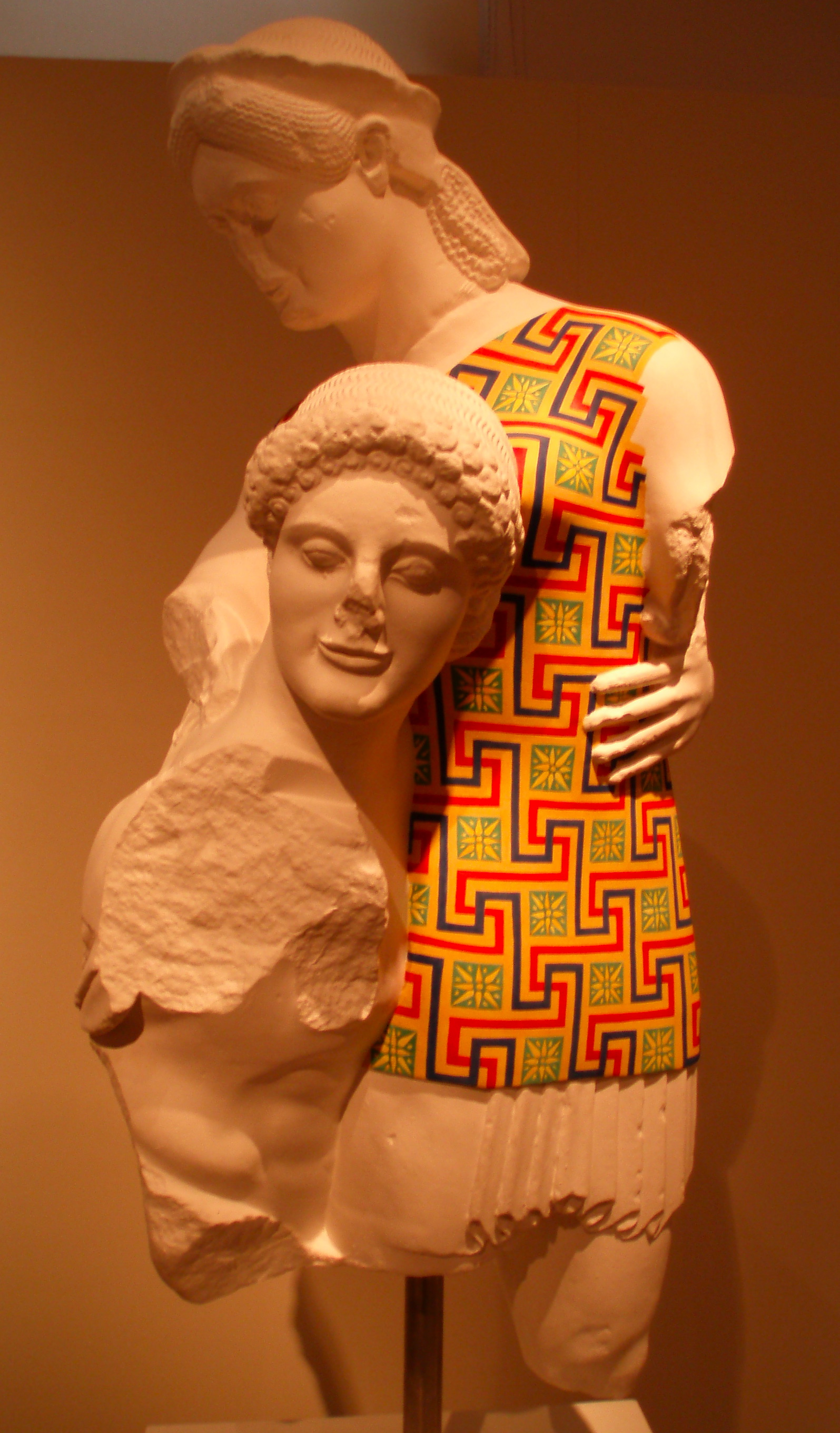
Die Entführung der Antiope durch Theseus (Skulptur vom Apollontempel in Eretria, Bemalung von Ulrike Koch-Brinkmann)

Antiope (altgriechisch Ἀντιόπη Antiópē), latinisiert auch Antiopa, ist eine Amazone der griechischen Mythologie.
Nach Pausanias ist sie die Schwester der Amazonenkönigin Hippolyte, der Gattin des Theseus. Nach Servius ist sie Hippolytes Tochter, nach Hyginus war sie eine Tochter des Ares und wurde wegen eines Orakelspruchs von Theseus getötet.
Theseus überbrachte ihr ein Geschenk von Herakles, woraufhin sie später an seiner Seite gegen die in Attika einfallenden Amazonen kämpfte und ihren Tod fand.